# Jackpot - Se vinci ti uccido!
Jackpot - Se vinci ti uccido! (Jackpot!) è un film del 2024 diretto da Paul Feig.

## Trama
California, 2030. L'attrice Katie vince la Grand Lottery, non sapendo che per rivendicare la vincita e il jackpot dovrà sopravvivere prima del tramonto ad un'orda di assassini che la vogliono uccidere. In suo aiuto arriverà Noel, un agente che la proteggerà in cambio di una parte della vincita.

## Produzione
Le riprese sono iniziate nel settembre 2023 presso i Shadowbox Studios di Atlanta.

## Promozione
Il primo trailer del film è stato diffuso il 2 giugno 2024.

## Distribuzione
Il film è stato distribuito sulla piattaforma Amazon Prime Video il 15 agosto 2024.

## Accoglienza
L'aggregatore di recensioni Rotten Tomatoes riporta un indice di gradimento del 41%.